# Sankt Petersburgs universitet
Sankt Petersburgs universitet, fullständigt namn Sankt Petersburgs statliga universitet (ryska: Санкт-Петербургский государственный университет) och tidigare namn bland annat Leningrads universitet, är ett universitet beläget i Sankt Petersburg i Ryssland och är en av landets äldsta utbildningsinstitutioner.

## Historik
Vilket år som ska anges för universitetets grundande är omtvistat. Sankt Petersburgs Universitet har bedrivit sin verksamhet sedan år 1819, universitetet hävdar dock att de är en efterträdare till den vetenskapsakademi som grundades i Sankt Petersburg av tsar Peter den store år 1724.
I dag har universitetet en lärarkår på ca 5 000 personer (däribland omkring 1 000 professorer), 20 fakulteter och över 30 000 studenter. Åtta Nobelpristagare har studerat eller arbetat på universitetet.

## Kända alumner och lärare
Flera kända politiker har studerat vid universitetet, bland dessa premiärministrarna Pjotr Stolypin och Dmitrij Medvedev samt presidenterna Vladimir Putin (Ryssland) och Dalia Grybauskaitė (Litauen). Inom litteraturens område märks bland andra författarna Ayn Rand och Joseph Brodsky, och kompositören Igor Stravinsky studerade också här i början av 1900-talet. 
Matematikerna Grigorij Perelman och Stanislav Smirnov är båda mottagare av Fieldsmedaljen. Kemisten Dmitrij Mendelejev utvecklade det periodiska systemet här som professor i oorganisk kemi under 1860-talet.
Universitetet har åtta nobelpristagare bland alumnerna: Ivan Pavlov (Fysiologi och medicin, 1904), Ilja Metjnikov (Fysiologi och medicin, 1908), Nikolaj Semjonov (Kemi, 1956), Lev Landau (Fysik, 1962), Aleksandr M. Prochorov (Fysik, 1964), Wassily Leontief (Ekonomi, 1973), Leonid Kantorovitj (Ekonomi, 1975) och Joseph Brodsky (Litteratur, 1987).

## Bilder

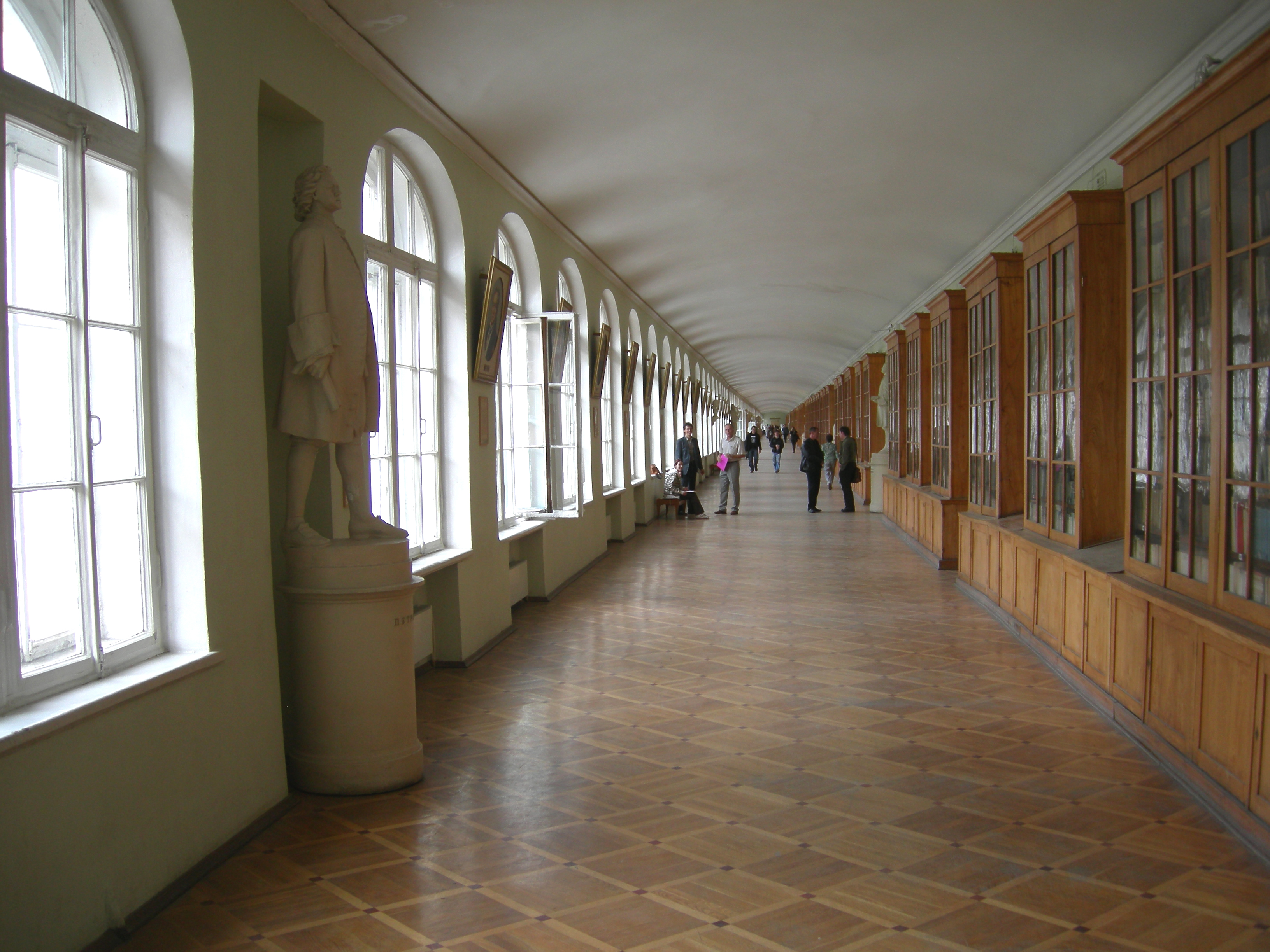
En korridor på universitetet.